# Maria Gugelberg von Moos

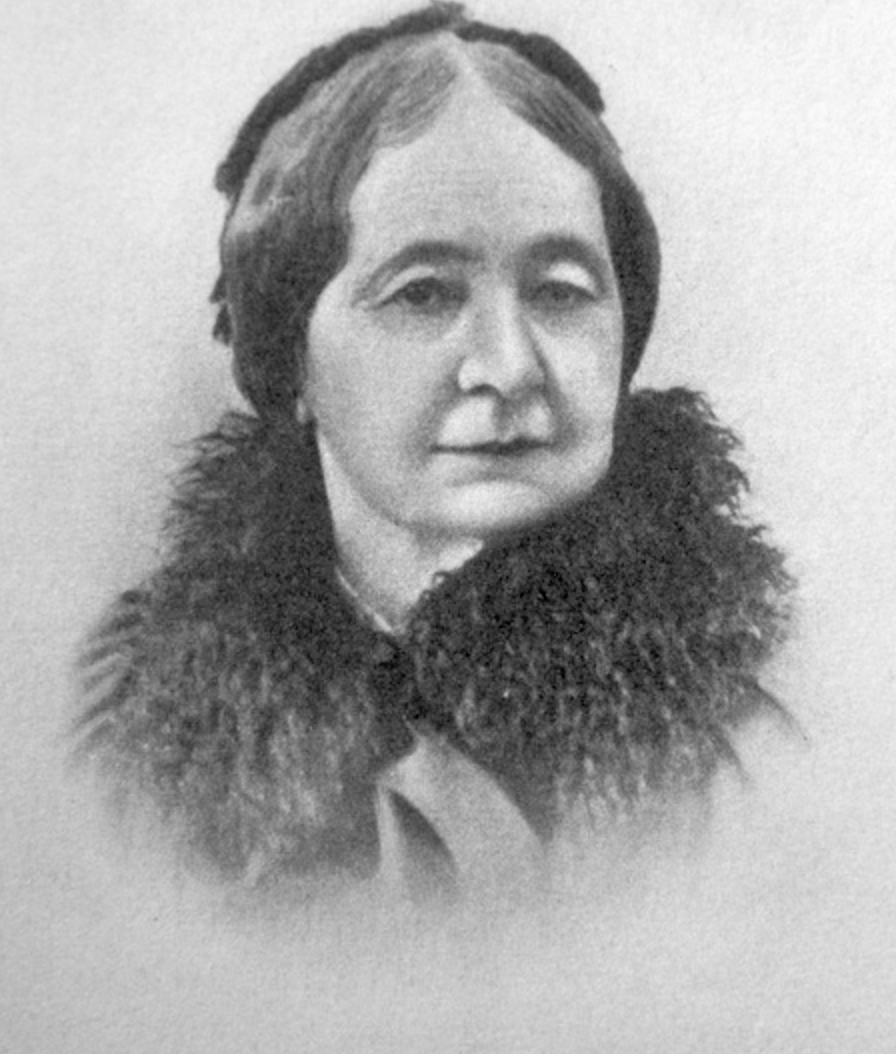
Maria Gugelberg von Moos

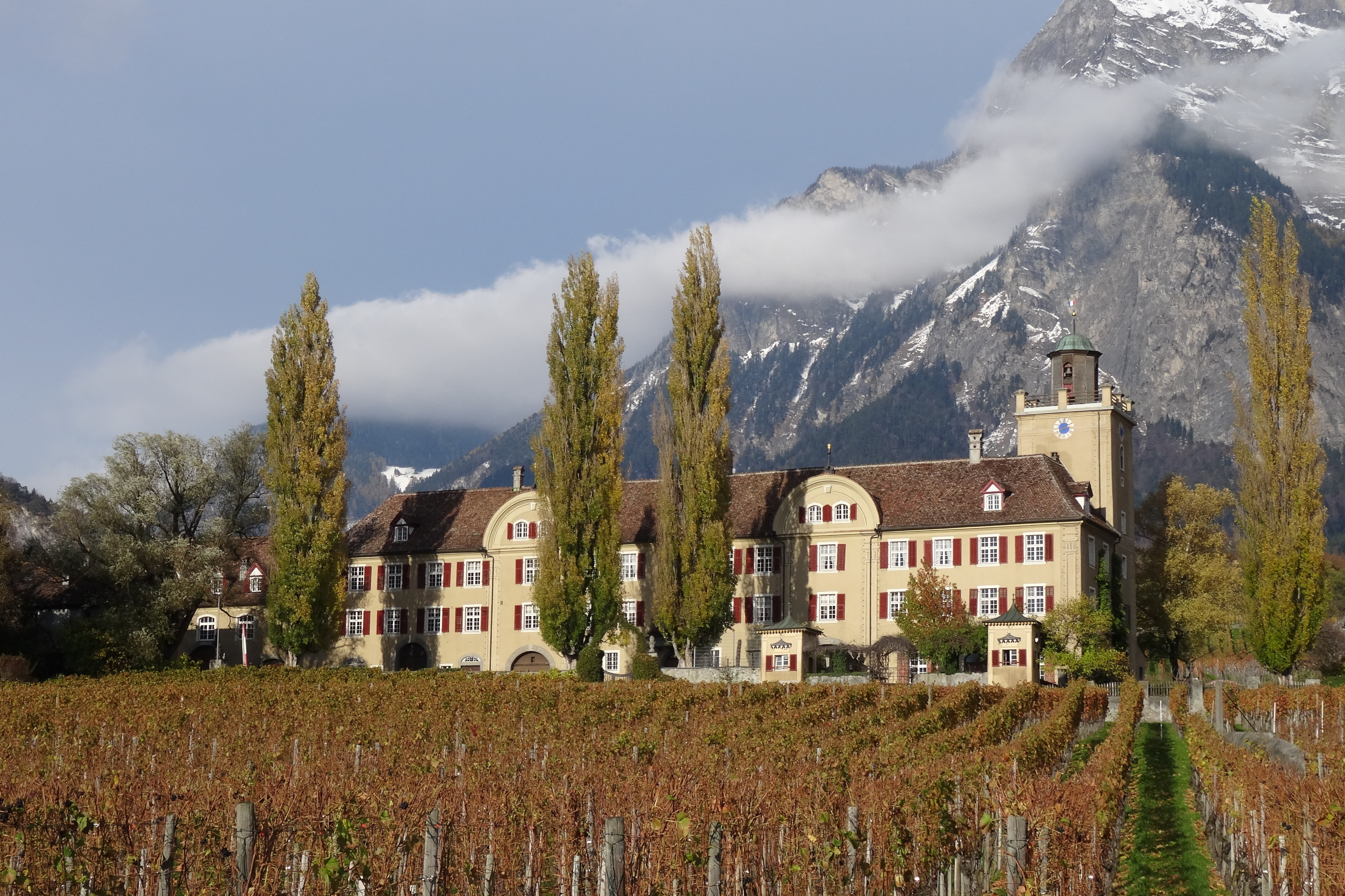
Schloss Salenegg

Barbara Flandrina Maria Gugelberg von Moos (* 6. oder 15. Februar 1836 auf Schloss Salenegg in Maienfeld; † 29. Oktober 1918 ebenda) war eine Schweizer Botanikerin und Blumenkünstlerin.
Geboren wurde sie auf Schloss Salenegg. Früh entwickelte sie ein Interesse an Naturgeschichte und später Botanik. Erst in mittleren Alter begann sie mit der systematischen Sammlung und dem Studium von Pflanzen.
Ihr botanisches Autorenkürzel lautet „Gugelb.“.
Ihre wichtigste Arbeit war das Studium von Moosen und Lebermoosen; sie entdeckte 74 neue Arten in Graubünden und anderen Kantonen der Schweiz. Sie arbeitete mit dem Botaniker Christian Georg Brügger zusammen und erstellte detaillierte Illustrationen seiner Hybriden. Einige ihrer Illustrationen von Primeln, Hauswurz und Steinbrech wurden als besonders wertvoll angesehen.
Gugelberg von Moos war die erste Frau, die für ihre Beiträge zur Botanik als korrespondierendes Mitglied in die Naturforschende Gesellschaft Graubündens aufgenommen wurde.
Laura Henriette Ursina von Albertini (1853–1909), geb. Gugelberg von Moos, eine bekannte Schweizer Graphologin, war ihre Schwester.